# Sinfonia n. 13 (Haydn)
La Sinfonia n. 13 in Re maggiore di Joseph Haydn fu composta nel 1763 per il mecenate di Haydn, il Principe Nikolaus Esterházy, ad Eisenstadt.
Altre due sinfonie furono scritte in quell'anno: la Sinfonia n. 12 e la Sinfonia n. 40.

## I movimenti
A quel tempo, una sinfonia standard veniva eseguita da un'orchestra composta da un paio di oboi, corni ed archi, ma l'orchestra di Eisenstadt aveva da poco ingaggiato due nuovi cornisti, ed Haydn scrisse questa sinfonia per un complesso esteso di 2 oboi, un flauto, 4 corni, timpani ed archi (primi e secondi violini), viole, violoncelli e contrabbassi, con il fagotto a ricalcare la linea del basso. La partitura dei timpani non proviene dalla mano di Haydn, ma pare sia comunque autentica: potrebbe averla scritta in un foglio separato, e qualcuno potrebbe averla aggiunta alla partitura qualche tempo dopo.
1. Allegro molto, 4/4
2. Adagio cantabile, 4/4
3. Minuetto e Trio, 3/4
4. Finale. Allegro molto, 2/4

Il primo movimento con gli ottoni e gli archi che intonano una semplice figura basata su un arpeggio:
Il movimento è nella forma di una sonata, con la prima metà che viene ripetuta nella tonalità iniziale, Re maggiore, e che poi viene modulata in La maggiore, poi una seconda metà che inizia con lo sviluppo di un materiale già precedentemente ascoltato (che passa dal Si minore) seguito dalla ripetizione della prima metà, ora eseguita totalmente in Re maggiore. 
Il secondo movimento, Adagio cantabile, in Sol maggiore, si caratterizza per un violoncello solo che suona la melodia in contrapposizione dei semplici accordi degli altri archi. Gli ottoni non suonano in questo movimento. Ai giorni di Haydn, il violoncello sarebbe stato suonato dal violoncellista principale della Orchestra di Eisenstadt, Joseph Franz Weigl.
Il terzo movimento, in Re maggiore, è un minuetto e trio, con il flauto che si sviluppa con esso. L'ultimo movimento si sviluppa attorno ad una figura di quattro note che ricorda l'ultimo movimento della Sinfonia Jupiter di Mozart:
La figura, che appare in diversi chiavi durante il movimento, è trattata in modo tale da sembrare una fuga. 
Una performance tipica di questa sinfonia dura all'incirca 20 minuti.